# Моли Квин
Моли Кејтлин Квин (енгл. Molly Caitlyn Quinn; Тексаркана, 8. октобар 1993) је америчка глумица чији радови садрже позориште, филм и телевизију. Њена улоге садрже Алексис Касл, ћерке насловног лика, у серији Касл мреже АBC и глас Блум, једне од главних ликова оживљене серије Винкс канала Nickelodeon.

## Живот и каријера
Квинова је рођена у Тексаркани. Почела је да похађа недељне часове глуме од пензионисаног редитеља и продуцента Мартина Бека након што је у шест година наступила у представи Крцко Орашчић у својој заједници. У шестом разреду била је на аудицији у студију Young Actors Studio где је наступала за директорку програма Линду Сето и представнике Osbrink Talent Agency. После шест месеци „интензивног [глумачког] тренинга”, Квинова је потписала уговор са агенцијом Osbrink. Касније је потписала уговор са Management 360.
Од 2009. до 2016. године, глумила је у мистериозно-драмској серији Касл као Алексис Касл мреже ABC, ћерку главног лика. Од 2011. до 2015. године, Квинова је наступала као гласовна улога принцезе Блум у анимираној ТВ серији Винкс канала Nickelodeon. Годину дана касније позајмила је лику глас у првом и другом филму базираним на серији. У марту 2014. године, Квинова се појавила као глас осећајног рачунара „Феј”, у епизоди „Бројеви” и подкаст серији Добродошли у Најт Вејл.

## Филмографија
| Улоге на филму |                                           |               |                         |                                 |
| Година         | Српски назив                              | Изворни назив | Улога                   | Напомена                        |
| 2007.          |                                           |               | тинејџерка са пинапсима |                                 |
| 2009.          |                                           |               | Пола                    |                                 |
| 2009.          |                                           |               | Белинда Кретчит         |                                 |
| 2009.          |                                           |               | Есме Џонсон             | кратки филм                     |
| 2012.          |                                           |               | Ерика                   |                                 |
| 2012.          | Магија Винкс: Тајна изгубљеног краљевства |               | принцеза Блум           | енглеска верзија канала         |
| 2012.          | Винкс 3Д: Чаробна авантура                |               | принцеза Блум           | енглеска верзија канала         |
| 2013.          |                                           |               | Гретел                  | такође придружена продуценткиња |
| 2013.          |                                           |               | Супердевојка / Кара     | гласовна улога                  |
| 2013.          | Ми смо Милерови                           |               | Мелиса Фицџералд        |                                 |
| 2014.          |                                           |               | Аби                     | кратки филм                     |
| 2015.          |                                           |               | Лилијан                 |                                 |
| 2017.          | Чувари галаксије 2                        |               | Хаувардова девојка      |                                 |
| 2017.          |                                           |               | Мариса                  |                                 |
| 2018.          |                                           |               | Валери                  |                                 |

| Улоге на телевизији |                             |               |                      |                                                  |
| Година              | Српски назив                | Изворни назив | Улога                | Напомена                                         |
| 2009—16.            | Касл                        |               | Алексис Касл         | главна улога                                     |
| 2010.               | Школа Авалон                |               | Џени                 | оригинални филм канала                           |
| 2011.               | Бен 10: Врхунски ванземаљац |               | Јунис (глас)         | 2. епизоде                                       |
| 2011—14             | Винкс                       |               | принцеза Блум, Локет | 3—6. сезона                                      |
| 2019.               |                             |               | Линдси Мејер         | 2. епизоде                                       |
| 2019.               |                             |               | Андреа Сквер         | „Пусти ме у свој прозор” (1. сезона, 7. епизода) |